# Тернопільська вища духовна семінарія імені Патріарха Йосифа Сліпого

Тернопільська вища духовна семінарія ім. Й. Сліпого

Тернопільська вища духовна семінарія імені Патріарха Йосипа Сліпого — духовний навчальний заклад УГКЦ у смт Велика Березовиця Тернопільського району Тернопільської області.

## Історія
Від 1990 р. діє легально.
Від 1991 р. розташована в колишньому проборстві; у 1993 р. офіційно зареєстрована в Міністерстві у справах релігій як юридична установа.
У закладі — понад 100 семінаристів, працюють 36 викладачів, серед яких був Ігор Ґерета, крім того, запрошують науковців із інших семінарій України й з-за кордону.
Повний курс навчання — 7 років. У селі Зарваниця Теребовлянського району навчаються студенти 1-го курсу.
У семінарії функціонують бібліотека, конференц-зал, комп'ютерний клас, є 7 аудиторій, каплиця, трапезна, житлові та господарчі споруди.
Найкращі випускники мають змогу продовжити навчання в Австрії, Італії, Німеччині, Польщі.

## Провід семінарії
- віце-ректор з духовної частини — всесвітліший о.-доктор Михаїл Пастух
- віце-ректор з навчальної частини — всесвітліший о.-доктор Володимир Ковалковський
- економ семінарії — о. Петро Глібчук.

### Ректори
- 1990—200?? — Преосвященний Владика Кир Василь Семенюк
- 20??—2008 — Преосвященний Владика Кир Йосафат Говера
- від 2008 — всесвітліший отець Іван Римар

### Духівники
- о. Орест Глубіш
- о. Василь Брона
- о. Мирослав Богак
- о. Йосиф (Петро) Половко
- о. Зеновій Пахолок
- о. Петро Пастух

## Братства
У семінарії діють театральний гурток, кілька хорів, братства:
- Богословське Наукове Товариство імені митрополита Андрея Шептицького
- братство Милосердя
- Місійне Братство апостола Павла
- братство Матері Божої Неустанної Помочі
- братство Святого Пахомія

- Центр Душпастирювання силових структур ім. святого Лонгіна

## Видання

### Авдіозаписисемінарії
Хор семінаристів записав 10 касет із записами власних пісень, компакт-диски із записом Божественної Літургії, відеофільмів, зокрема:
- Хресна дорога
- Шлях покаяння
- Колядки
- Патріотичні пісні

### Журнал
- Христовий виноградник

## Контакти
- Адреса: с. Велика Березовиця; прес-служба: вул. Родини Ґеретів, 29